# ロトとその娘たち (ヴーエの絵画)
『ロトとその娘たち』（ロトとそのむすめたち、仏: Loth et ses Filles）は、フランスの画家シモン・ヴーエによる1633年の絵画。神の裁きによってソドムが破壊された後、ロトと2人の娘が洞窟に避難した時の聖書の物語が主題となっている。洞窟に誰も訪れることがないため、父親との間に子供を作るために、2人の娘は父親の意識を失わせ、毎晩1人ずつ彼と近親相姦し、妊娠する。
中世では恥ずべきものと考えられていたこの主題は、当時は明示的に描かれていなかったが、ルネサンス以降は画家が様々な種類のエロティシズムを描くことが出来たため、最もよく描かれた主題の一つとなった。この主題を描いた画家には、ルーカス・ファン・ライデン、フランチェスコ・フリーニ、ティントレット、アルテミジア・ジェンティレスキがいる。